# Pro Evolution Soccer 2012
 (juillet 2017).
Si vous disposez d'ouvrages ou d'articles de référence ou si vous connaissez des sites web de qualité traitant du thème abordé ici, merci de compléter l'article en donnant les références utiles à sa vérifiabilité et en les liant à la section « Notes et références ».
Pro Evolution Soccer 2012 (abrégé en PES 2012) est un jeu vidéo de football de Konami qui est sorti le 29 septembre 2011 sur PlayStation 3, Xbox 360, PC, Nintendo DS le 27 octobre 2011 sur PSP et PS2 le 10 novembre 2011 sur Wii et prochainement sur Nintendo 3DS, iOS et Android.
La démo sortie le mercredi 24 août sur le PSN et sur PC permet de jouer des matchs de 10 minutes avec 4 équipes en mode exhibition : Manchester United, Naples, Milan AC et FC Porto et 2 équipes de Copa Santander. La seconde démo permet de jouer avec Tottenham Hotspur, l'Inter Milan, le Bayern Munich, et le Rangers Football Club pour l'Europe, le Club América, et l'Internacional pour l'Amérique du Sud.

## Système de jeu

### Nouveautés
PES 2012 aura beaucoup de nouveautés cette année et surtout au niveau du gameplay et des licences.
- Autour du terrain, on aura une ambiance plus réaliste, on verra les stadiers, journalistes, photographes et cadreurs seront enfin mobiles (comparé aux images plates des précédents opus) et les supporters aussi seront plus réels.
- Principale innovation : il s'agit de l'"IA active". Ce système permettra un comportement plus réel des joueurs comme le marquage en zone, le jeu en triangle, de faux appels de balle pour ouvrir un chemin au possesseur du ballon. Le un-contre-un a aussi été remanié, les défenseurs sont moins forts, le marquage individuel est amélioré. On peut aussi contrôler un deuxième joueur simultanément. Les graphismes sont plus réalistes : on voit la transpiration et les expressions des joueurs se voient vraiment.La deuxième innovation principale est la gestion d'amour.
- 2 nouveaux stades nommés Burg & Royal London (noms en anglais) seront dans PES 2012 ainsi que le Stade de France vu dans les photos officielles du jeu.
- Par défaut, la vitesse de jeu est la même que dans PES 2011 mais on peut toujours la changer.
- Il y a maintenant des collisions entre les joueurs sans ballon, par exemple, sur les centres ou les corners.
- Plus d’animations lors des tacles.
- Les gardiens ne sont pas encore au point dans la démonstration du jeu mais John Murphy a déclaré sur son compte Twitter que les gardiens vont être améliorés. Ils bénéficieront aussi de nouvelles animations.
- Le système de penaltys revient à quelque chose de plus facile à appréhender. On peut maintenant réaliser une panenka en pressant la touche R1.
- L’arbitrage est meilleur, laissant plus souvent l’avantage pour favoriser un jeu fluide.
- À l’écran de formation, les joueurs ont maintenant une lettre pour noter leurs compétences. Par exemple, David Villa a un A pour les dribbles, un D pour la défense, etc.
- Graphiquement, le jeu est amélioré : les effets de lumière sont mieux retranscrits, les joueurs ressemblent encore plus aux vrais, ils transpirent, etc.
- Les nouvelles cages à filets carrés et tendus rendent bien. Elles réagissent de manière réaliste.
- Il y aura différentes caméras suivant le stade. L’impression est différente quand on est au Camp Nou que dans d’autres stades par exemple.
- Les nouveaux menus sont totalement à l’effigie de UEFA.com... En fond, on peut voir des ralentis de matchs de Ligue des champions.
- Il y aura beaucoup plus d'animations dans le mode Ligue Des Masters comme on pourra voir les entraineurs en interview ou bien les réunions de club.
- Dorénavant, on pourra créer son manager au début d'une Ligue des Masters en changeant son apparence, etc.
- Plusieurs améliorations au niveau du mode Vers une Légende ainsi que des nouvelles animations.
- Le mode créateur de stade sera plus complet et il sera possible désormais de créer des stades ovales.

### Modes de jeux
Dans le mode « Club Boss », le joueur peut devenir le président d'un club et gérer les aspects financiers, etc. Les modes Ligue des Masters et Vers une légende seront toujours présents mais seront regroupés dans le menu « Football Life » avec le mode « Club Boss » (à débloquer avec les points PES). Il existe aussi le mode exhibition, Ligue des champions, Copa Libertadores, Modifier, contenu supplémentaires, en ligne ou encore le mode communauté avec la possibilité d'affronter d'autres communautés. Le mode édition est fidèle à la série et un mode galerie pour voir les records dans le jeu.
Dans le mode Modifier, on peut de nouveau changer les maillots, joueurs, logos des championnats et coupes ainsi que noms des ligues et équipes non-licenciées. 